# アブドッラー・アッ＝スデイリー
アブドッラー・アッ＝スデイリー（Abdullah Al-Sudairy、1992年2月2日 - ）は、サウジアラビア出身のサッカー選手。サウジ・プロフェッショナルリーグ・アル・シャバブ所属。サウジアラビア代表。ポジションはゴールキーパー。

## 来歴

### クラブ
2010年、サウジアラビアのアル・ヒラルへ加入した。